# ルッカの聖母
『ルッカの聖母』（ルッカのせいぼ、蘭: Luccamadonna、独: Lucca-Madonna）は、初期フランドル派の画家ヤン・ファン・エイクが1436年に描いた絵画。板に油彩で聖母子を描いた板絵で、フランクフルト・アム・マインのシュテーデル美術館が所蔵している。
『ルッカの聖母』は、19世紀始めの時点ではパルマ公およびルッカ公カルロ2世が所有していた絵画で、ヤン・ファン・エイク晩年の作品のひとつである。聖母マリアのモデルは、ファン・エイクの妻マルフリートだといわれており、ファン・エイクはマルフリートの肖像画も描いている (en:Portrait of Margaret van Eyck)。
描かれている聖母マリアは、古代イスラエルの王ソロモンの12体の獅子像彫刻があったといわれる玉座を思わせる、四体の獅子の飾りがある玉座に座っている。マリアのひざに座る幼児キリストという聖母子像は図像学では「上知の座 (en:Seat of Wisdom)」とよばれる構成で、美術作品としてはよく見られる構図である。「上智の座」は、中世後期に出版された聖書に関する一種の百科事典である『人類救済の鑑 (en:Speculum Humanae Salvationis)』にも記載されている。
ファン・エイクのほかの作品やその同時代の多くの宗教絵画と同じく、『ルッカの聖母』でマリアは教会の祭壇になぞらえて描かれている。大きな身体つきで、あまり立体感を持たせずに描かれたマリアは膝にキリストを乗せている。この作品でマリアは、キリストの復活を祝うミサの典礼の中心である祭壇と同じ役割を与えられているのである。裸身のキリストの下には白い布が敷かれ、マリアは豊麗な色合いのドレスを身にまとっている。画面右の壁面の窪みには聖職者が手を清める聖水盤のようなボウルが置かれているなど、ミサを連想させるモチーフが多く描かれている。マリアが座る椅子に比べると部屋は非常に狭く描かれ、この場所が小さな礼拝堂であることを示唆している。